# César Hildebrandt
César Augusto Hildebrandt Pérez-Treviño (Lima, 7 de agosto de 1948) es un periodista y escritor peruano. Propietario y director general de la revista y canal de Youtube, Hildebrandt en sus Trece, semanario especializado en periodismo de investigación y política.

## Primeros años
Hijo de Jorge Hildebrandt Dávila y Rosa Pérez-Treviño Olivos. Es medio hermano de la lingüista Martha Hildebrandt. Tiene ascendencia alemana por vía paterna.
Estudió los tres últimos años de secundaria en el Colegio Militar Leoncio Prado. Fue alumno de Estudios Generales de Letras (dos años) en la Universidad Nacional Federico Villarreal, desde 1964 hasta 1968. Sin embargo, se inició en el periodismo en el periódico Expreso, mediante unos artículos sobre el surrealista Julio Cortázar. Tras el golpe de Estado de 1968, Hildebrandt simpatizó con el general Juan Velasco Alvarado, a quien entrevistaría posteriormente. Durante el régimen velasquista, Hildebrandt trabajó en Propiedad Social en el área de prensa, bajo las órdenes de Ángel de las Casas.

## Carrera
César Hildebrandt empezó trabajando como entrevistador en el semanario de circulación nacional Caretas y como columnista en diversos medios de comunicación. Uno de ellos fue Conexiones, programa que pretendía descentralizar la información y comunicar con la audiencia de otras regiones del país. Luego, ha sido director de diferentes revistas y publicaciones, como la fundación del semanario Sí, el semanario Visión Peruana (1985) y el diario Liberación, conocido por su oposición frontal al régimen de Alberto Fujimori.
Luego de las elecciones de 1980, los directivos de canal 4 le ofrecieron un espacio que se llamó Testimonio, más enfocado al ámbito internacional. Ahí, realizó reportajes en Nicaragua durante la Revolución Sandinista, en el Chile de la dictadura de Pinochet, en El Salvador en plena Guerra Civil (donde fallecieron dos periodistas durante su estancia) y en el conflicto del Falso Paquisha con el Ecuador. También entrevistó a Yasir Arafat en el Líbano, lo que causó que la colonia judía exigió que se fuera y América Televisión aceptó. Posteriormente, en 1991, los directivos de ese canal le ofrecieron 35 mil dólares para que no se propale un reportaje sobre la de emergencia de Ayacucho, durante el conflicto armado interno. No aceptó y fue nuevamente despedido
En diciembre de 1998, renunció en una transmisión en vivo de su programa Enlace global, de Red Global (actualmente Global Televisión), luego de un discusión telefónica con el entonces presidente del canal, Genaro Delgado Parker. Durante el gobierno de Alberto Fujimori, fue uno de los periodistas que presentó un documento clasificado del ejército en 1991 donde se habrían realizado prácticas de ejecuciones extrajudiciales. Sus constantes denuncias de actos graves de corrupción en los años siguientes le hicieron, presuntamente, blanco de un plan para asesinarlo (Plan Bermudas). Este lo obligó a exiliarse en España durante algunos años, donde trabajó en diferentes medios de comunicación.
En 2001 entró a Latina Televisión para presentar Hasta aquí nomás, en el mismo horario estelar de Magaly TeVe. Sin embargo, este cambio de nombre con La boca del lobo, que ganó controversia por la difusión de una comunicación telefónica de Alejandro Toledo, y posteriormente se movió al horario de medianoche con Hoy con Hildebrandt. A inicios de 2006 y después de dos años y medio de dirigir dicho programa televisivo de corte político, los directivos del canal de televisión  le rescinden el contrato. Acorde al periodista, se negó a participar en una campaña contra Ollanta Humala supuestamente apoyada por Latina Televisión, en que mostró un comportamiento hacia su rival Lourdes Flores Nano.
En octubre de 2006, en su columna de opinión en el diario La Primera, Hildebrandt reveló que el entonces presidente, Alan García, tenía un hijo nacido fuera de su matrimonio. Instantes después, el diario le retiró de la lista de columnistas.
Durante algún tiempo, mantuvo un programa a través de Radio San Borja, de 9:00 a 10:30; su última emisión fue el viernes 4 de julio de 2008. La razón que dio para su retiro fue su falta de auspiciadores.
El día 29 de agosto de 2008, anunció su regreso a la televisión vía RBC Televisión. El perro del hortelano se emitió desde el domingo 14 de septiembre de 2008 hasta el domingo 14 de junio de 2009, de 21:00 a 23:00, compitiendo con El francotirador, de Jaime Bayly (Frecuencia Latina), y Día D, de Pamela Vértiz (ATV).
Desde julio de 2009 hasta mediados de septiembre del mismo año, asumió un nuevo programa del mismo corte que El perro del hortelano, denominado Hildebrandt a las 10. Sin embargo, Hildebrandt sorpresivamente dio por concluido el contrato por considerar intolerable la injerencia que pretendía iniciar el propietario de RBC Televisión, Ricardo Belmont.
En 2011, el periodista obtuvo su propio espacio en el diario El País de España.
Es notorio su crispado nexo con su hermana agnaticia, la excongresista y filóloga, Martha Hildebrandt.

### Hildebrandt en sus Trece
El día viernes 23 de abril del 2010, hizo su retorno a la prensa escrita al aparecer el primer número de su semanario Hildebrandt en sus Trece, publicación que circula hasta la actualidad. Se publica el viernes de cada semana y su precio fue de S/.5,00, pero, en enero del 2021, sufrió un reajuste, por lo que su nuevo precio ahora es de S/6,00. Con relación al tiraje, este ya no se halla en circulación mayormente a los tres días de publicado. El 2 de mayo de 2014, se puso a la venta su edición №200, que coincide también con el cuarto aniversario de la referida publicación.
Este semanario ha incidido en casos de destape, como la posible intervención de fiscales supremos en el caso de Áncash o el desgano de apresar a Martín Belaunde Lossio. La autenticidad de sus datos le permite gozar de la acogida en un amplio espectro ideológico, tal es el caso de Fernando Rospigliosi.
La publicación continuó con denuncias políticas. El №231 de su semanario publicó, en exclusividad, que «tres testigos confirman que el fiscal de la nación, Carlos Ramos Heredia, visitaba con cierta frecuencia a Rodolfo Orellana en su oficina de la avenida Guardia Civil. ¿Y ahora?». En 2023 realizó investigaciones al gobierno de Dina Boluarte, cuyos periodistas estuvieron en la mira del oficialismo con intimidaciones de la policía.
En 2022 estrenó su pódcast, que se emite en vivo inicialmente para sus suscriptores en línea.

## Influencia y reconocimientos
En 1985 compitió en la lista de los más poderosos del periodismo nacional según las encuestas El Poder en el Perú. Desde 1988 permaneció varios años como el periodista más influyente. Según la revista que publica, Debate, «[...] a la fuerza de la televisión, Hildebrandt añade su polémico estilo personal, lo que explica su privilegiada ubicación en este rubro de la encuesta». Para 2022, se mantuvo como el periodista más poder mediático del país, superando a otras generaciones de diarios rivales también influyentes como Juan Arévalo Miró Quesada de El Comercio y Gustavo Mohme de La República.
Hildebrandt es detractor del fujimorismo, al mostrar que «es una mafia que nos persigue como una enfermedad reincidente». En 1996, la Coordinadora Nacional de Derechos Humanos lo reconoció con el premio Periodismo y Derechos Humanos. Al año siguiente, en 1997, la revista Caretas lo incluyó en los Premios a la Resistencia. En 1998 el diario La República lo catalogó de «el periodista de mayor credibilidad en el país», en comparación a otros medios de radio y televisión. En 2000, el periodista obtuvo el reconocimiento Vela de la Esperanza del capítulo peruano de Amnistía Internacional, que compartió con Enrique Zileri, Zenaida Solís y Gustavo Mohme.
Posteriormente, se encargó de comentar sobre la cobertura de la crisis política desde 2021. Ha expresado su crítica al gobierno de Dina Boluarte, tachándolo de «banda criminal».

## Programas de televisión
- Testimonio (1980-1981), América Televisión.
- Buenos días, Perú (comentarista, 1981-1982), Panamericana Televisión.
- Visión (1983-1984), América Televisión.
- Conexiones (1984), Panamericana Televisión.
- Encuentro (1985-1986), Latina Televisión.
- En persona (1987), RBC Televisión.
- En persona (1988-julio de 1991), América Televisión.
- En plural (1994), Monitor (extinto canal de cable).
- Hora 25 (1995), ATV.
- La clave (1996), Global Televisión.
- En persona (1996-diciembre de 1997), Uranio 15 (extinto canal de señal abierta, hoy La Tele).
- Enlace global (1998, enero de 2001-abril de 2001), Global Televisión.
- Hasta aquí nomás (julio de 2001-diciembre de 2001), Latina Televisión.
- A las 11 con Hildebrandt (marzo de 2002-junio de 2003), América Televisión.
- En la boca del lobo (junio de 2003-diciembre de 2004), Latina Televisión.[63]
- Hoy con Hildebrandt (enero de 2005-enero de 2006), Latina Televisión.
- El perro del hortelano (agosto de 2008-junio de 2009), RBC Televisión.
- Hildebrandt a las 10 (julio de 2009-septiembre de 2009), RBC Televisión.

## Apariciones públicas posteriores
- Unidos por la historia (entrevistado, 2010), History.
- La función de la palabra (entrevistado, 2015), TV Perú.

## Obras publicadas
- Memoria del abismo (1994). Editorial Jaime Campodónico. ISBN 9972729052.
- Cambio de palabras (segunda edición, corregida y aumentada, 2008). Tierra Nueva Editores, Lima. ISBN 978-603-45133-9-6.
- Una piedra en el zapato (2011). Tierra Nueva Editores.
- En sus trece (2018). Editorial Debate. ISBN 9786124272356.
- Confesiones de un inquisidor (2021). Editorial Debate.
- Biografias falaces (2024). Editorial debate